# Sueños y espejos
Sueños y Espejos es una serie colombiana realizada en 1995 por la productora Coestrellas. Fue protagonizada por el actor Nicolás Montero y la actriz venezolana Coraima Torres, y con las actuaciones antagónicas de Edmundo Troya, Judy Henríquez y Humberto Dorado. La historia fue escrita por Bernardo Romero Pereiro y Mónica Agudelo.

## Sinopsis
La historia se centra en la vida de una revista de nombre '1900' creada por los hermanos Pedro (Humberto Dorado) y Gabriela Aragón (Judy Henríquez). Con el paso del tiempo; la publicación adquiere un fuerte poder empresarial y político en Colombia, un país con miedo frente a la inseguridad, al escepticismo frente a las negociaciones con la guerrilla, a la indignación por la mala imagen internacional pero bajo las disputas familiares entre Marcelo (Roberto Escobar) y Jacobo Aragón (Nicolás Montero), los hijos de Pedro y los hijos de Gabriela, Estebán (Edmundo Troya) y Virginía (Myriam de Lourdes), donde usaran todas las artimañas para llegar a la dirección de la revista familiar. 
Mariana Bernal (Coraima Torres) una mujer de los llanos orientales con ganas de superación decide buscar un mejor futuro en Bogotá; donde luego de muchas dificultades empieza a trabajar como secretaria ejecutiva en la revista '1900'. ahí conocerá a Jacobo ambos terminaran fuertemente entrelazados en una relación tormentosa, de pasión y amor verdadero.

## Elenco
- Coraima Torres - Mariana Bernal
- Nicolás Montero - Jacobo Aragón
- Roberto Escobar - Marcelo Aragón
- Edmundo Troya - Estebán Borrero Aragón
- Humberto Dorado - Pedro Aragón
- Judy Henríquez - Gabriela Aragón de Borrero
- Ana María Kamper - Leticia
- Silvia De Dios - Silvia de Aragón
- Jaime Velásquez - Manuel
- Martha Liliana Ruiz - Adriana
- Myriam de Lourdes - Virginía Borrero Aragón
- Germán Quintero - Eduardo
- Magali Caicedo - Sandra
- Manuel Busquets - Ismael
- María Cristina Gálvez - Ingrid
- Alejandro Buenaventura - Joaquín Borrero
- Juan Sebastián Aragón - Ricardo
- Gustavo Ángel - Camilo
- Edgardo Román - Isidro